# Supercoupe d'Espagne de rink hockey 2018
 (août 2019).

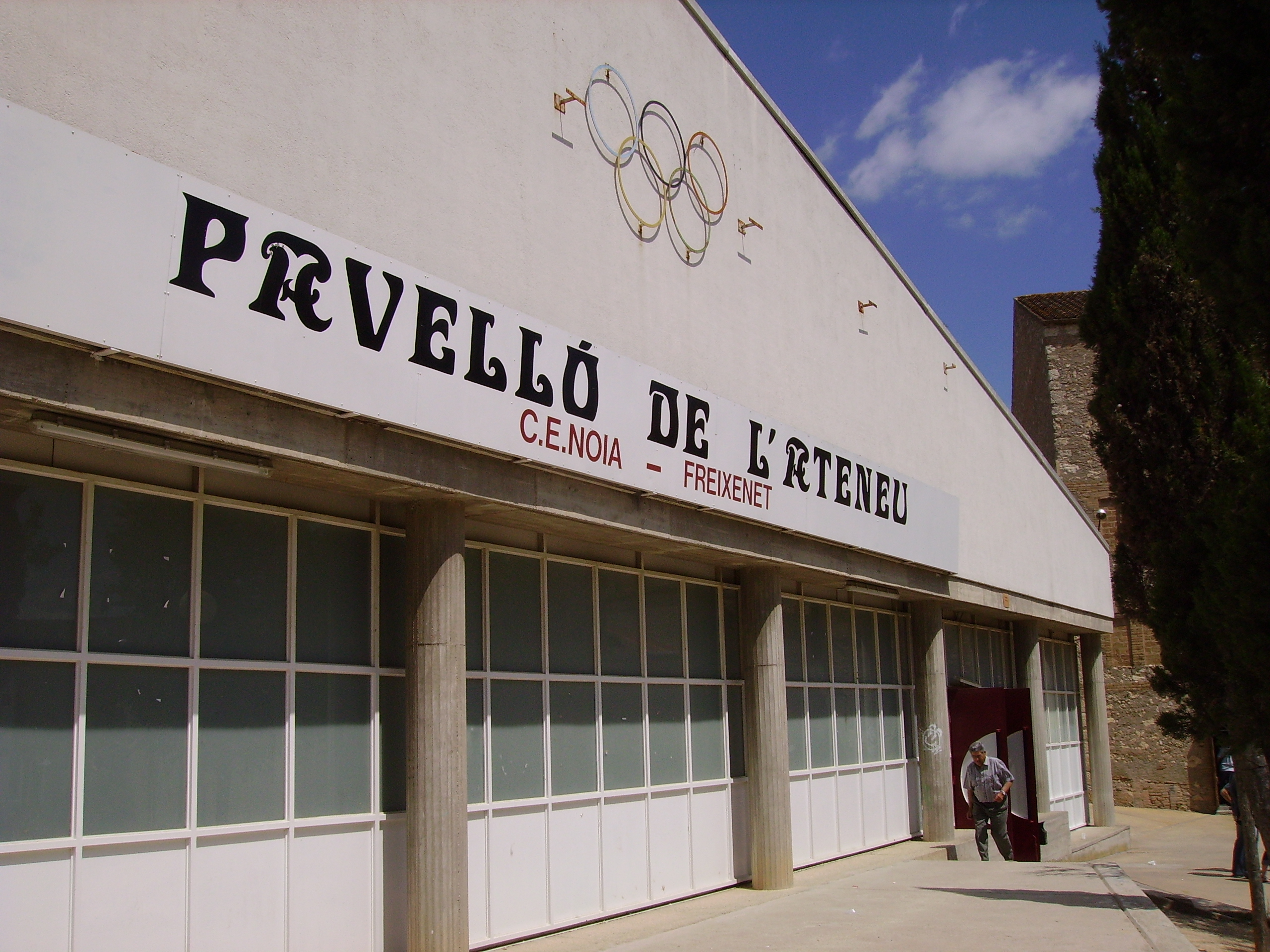
Le pavillon olympique de l'Ateneu Agricola de Sant Sadurni d'Anoia a accueilli la Supercoupe d'Espagne de rink hockey 2018

La Supercoupe d'Espagne de rink hockey 2018 est la 16e édition de la  supercoupe d'Espagne de rink hockey. La compétition se dispute les 15 et 16 septembre 2018, dans la ville catalane de Sant Sadurní d'Anoia en Espagne. Elle est organisée par la Fédération Espagnole de Patinage, l'Association des clubs de rink hockey, ainsi que le club hôte du CE Noia. En concomitance avec le tournoi, le 14 septembre 2018 a lieu la présentation de la saison 2019-2019 de Ok Liga masculine et féminine, avec la présence de tous les cadres des équipes évoluant dans ces deux plus championnat du plus haut-niveau espagnol. 
À l'issue de la compétition, le HC Liceo remporte le titre en battant le FC Barcelone en final sur un score de 3 buts à 2, avec un but marqué à 10 secondes du terme de la rencontre. C'est la deuxième fois de son histoire que cette équipe de La Corogne remporte le titre. Le premier avait été remporté deux ans plus tôt face au Reus Deportiu à Reus. 
Pau Bargalló du FC Barcelone, Carlo Di Benedetto et Eduard Lamas, tous deux du HC Liceo, sont les trois meilleurs buteurs du tournoi avec chacun deux buts. Mais seuls les joueurs de Liceo parviennent à marquer lors de toutes les rencontres. Les trois matchs de la compétition se sont tous terminés sur le même score de 3 buts à 2.

## Organisation
La compétition se déroule au pavillon olympique de l'Ateneu Agrícola de Sant Sadurní d'Anoia. Ce pavillon conçu par l'architecte Joan Rovira est inauguré en 1981 et peut accueillir plus de 1 000 personnes. Un terrain de 40 x 20 mètres est spécialement dédié au rink hockey.
En cours de saison, il accueille les rencontres disputées par le CE Noia, tant pour les matchs de OK Liga que pour les compétitions européennes depuis son inauguration, remplaçant ainsi la petite piste sur laquelle l'équipe s'entrainait avant son inauguration. 
C'est la deuxième fois que le pavillon accueille  la Super Coupe d'Espagne après avoir organisé l'édition de 2011. Le pavillon a également accueilli les phases finales de la Coupe du Roi en 2001 et de la Coupe de la Reine en 2008. Il a également accueilli le tour préliminaire de la compétition de rink hockey lors des Jeux Olympiques de 1992.

### Source de la traduction
- (gl) Cet article est partiellement ou en totalité issu de l’article de Wikipédia en galicien intitulé « Supercopa de España de hóckey a patíns 2018-2019 » (voir la liste des auteurs).